# David Pašek
David Pašek (Brno, República Checa, 27 de octubre de 1989) es un futbolista checo. Juega de mediocampista y su equipo actual es el Karmiotissa Polemidion de la Primera División de Chipre.

## Clubes
| Club                   | País            | Año           | PJ  | Goles |
| ---------------------- | --------------- | ------------- | --- | ----- |
| Zbrojovka Brno         | República Checa | 2008-2016     | 126 | 10    |
| Karmiotissa Polemidion | Chipre          | 2016-presente | 16  | 3     |